# ダイナブック

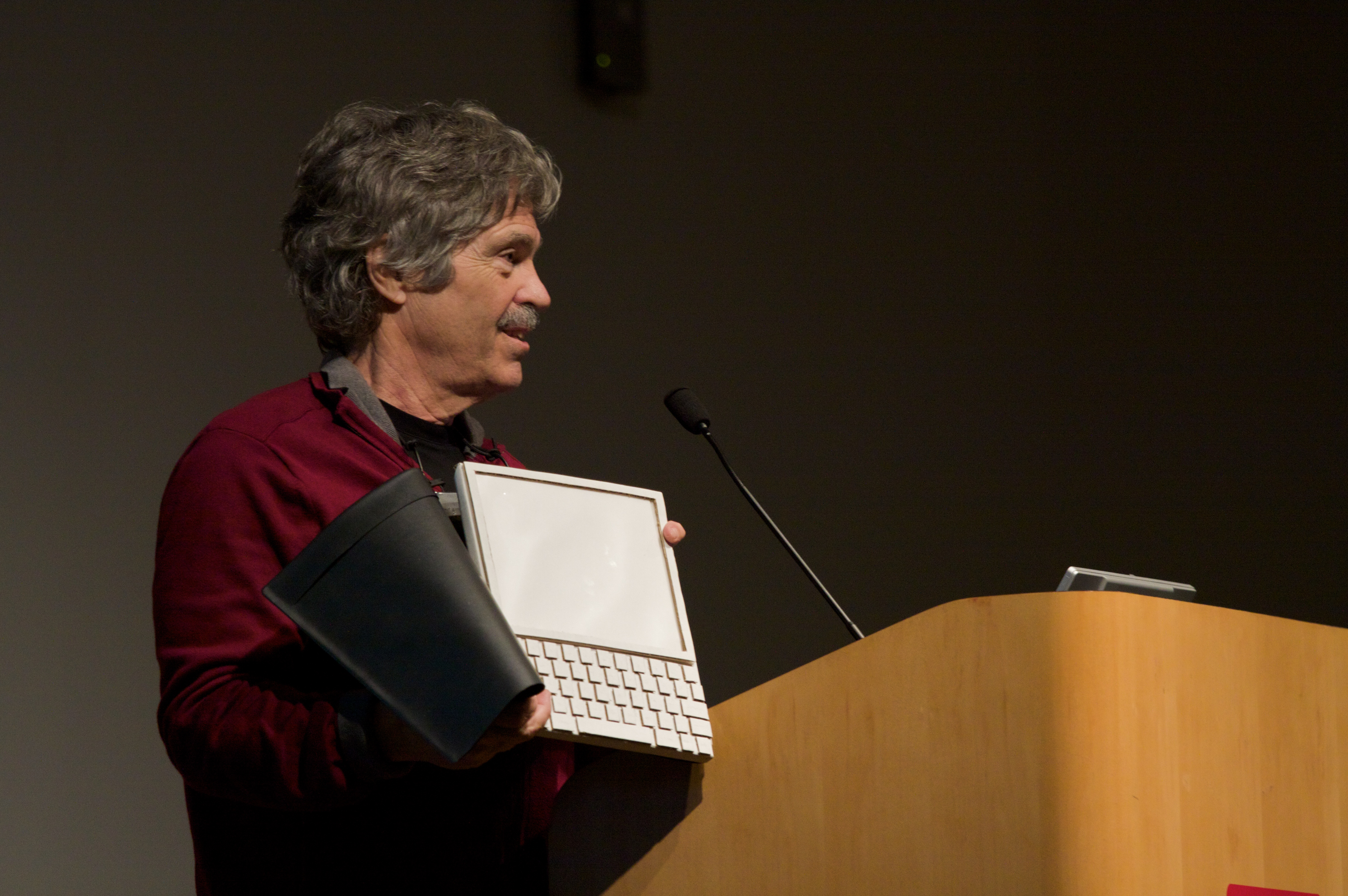
ダイナブック（プロトタイプ）の模型を持つアラン・ケイ（2008年）

ダイナブック（Dynabook）とは、アラン・ケイが提唱した理想のパーソナルコンピュータ（パソコン）である。
本項では、ダイナブックの一部の機能を実装したコンピュータ環境である暫定ダイナブックについても記述する。

## 概要
ダイナミックメディア（メタメディア）機能を備えた「本（ブック）」のようなデバイスという意味で、ケイが1972年に著わした「A Personal Computer for Children of All Ages」に登場する（なお、このときの表記は商品化を想定した「DynaBook」。後に一般名詞を意識してDynabookと改められる）。構想としては、1968年にマービン・ミンスキーのLOGOに関する研究成果を見た帰りの飛行機内で、よく知られる「ネットワークでつながったダイナブックを使い、二人の子どもが屋外で同じゲーム画面を見ながらそのプログラムを編集する様子」のイラストを描いたのが最初とされる。
ケイの構想したダイナブックとは、GUIを搭載したA4サイズ程度の片手で持てるような小型のコンピュータで、ミニコンよりはるかに安く、しかしテレビよりはずっと高い500ドル程度（2018年現在の価値だと3000ドル程度）での実現を目指した。文字のほか映像、音声も扱うことができ、それを用いる人間の思考能力を高める存在であるとした。また、構想の時点ですでに有線・無線のネットワーク機能やビットマップディスプレイを想定したマルチフォントに対応することが必須とされ、実際にその後作られた暫定的な実装（後述）にも、今でこそ一般的だが当時としては斬新なマルチウインドウやメニューなど共にそれらの機能が取り入れられている。1977年の「Personal Dynamic Media」という論文に実現されたその詳細が記されている。

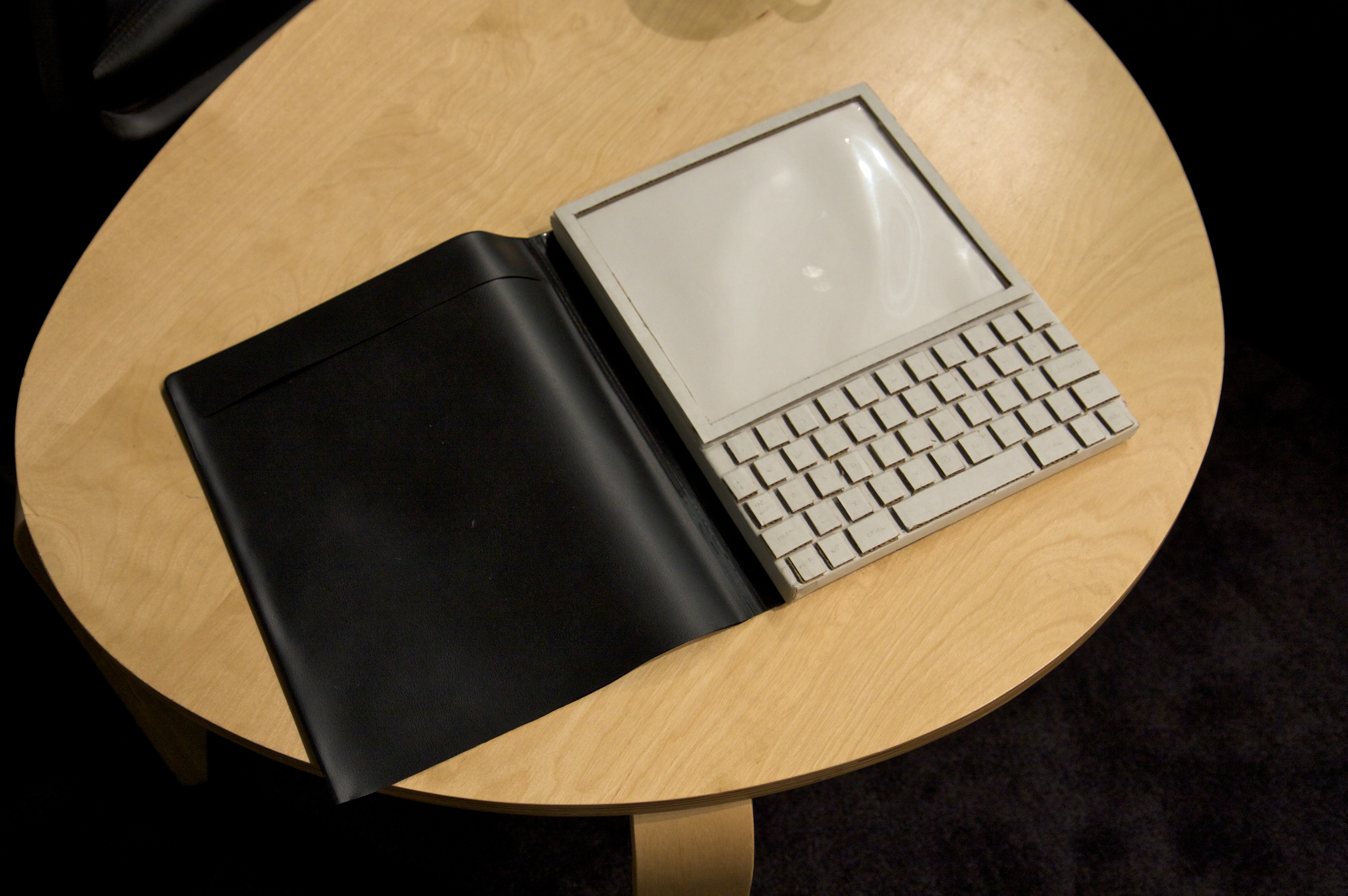
ダイナブック（プロトタイプ）

こうしてケイらがゼロックスのパロアルト研究所在籍時に「暫定ダイナブック」と称して開発したのが、Smalltalkを GUIベースのオペレーティングシステムに用いて動作させていたAltoや、より小型・可搬でバッテリ駆動も可能だった NoteTaker で、特に前者については 1979年末にこれを見たスティーブ・ジョブズが Lisa 、そしてMacintoshを開発するきっかけとなったとされる。
ダイナブックというと、小型で安価、直感的なUIを持ち、マルチメディアが扱えれば実現可能といった安易な解釈があるが、これらだけでは十分ではない。「A Personal Computer for Children of All Ages」における記述や、その暫定実装においてSmalltalkをオペレーティングシステム (OS) に据えていることからも明らかなように、そのシステムは、エンドユーザーが理解できるシンプルで均一なルール（メッセージング）と要素（オブジェクト）で構成され、このシステム自体をもユーザーが自由な発想で再定義できる柔軟性や可塑性を持ち合わせていることも肝要である。特に最後の条件を完全に満たすOSはまだない。

## 暫定ダイナブック

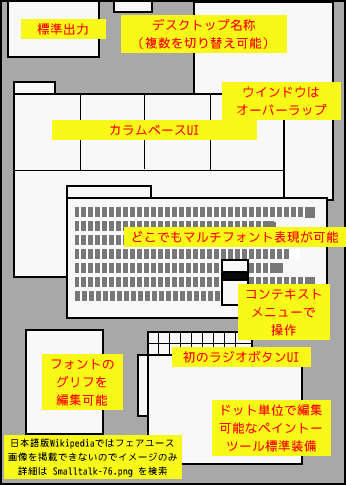

暫定ダイナブック（ざんていダイナブック、英語：Interim Dynabook）は、アラン・ケイが、自らが1960年代に構想した理想の個人向けコンピュータ「ダイナブック」の一部の機能を実装したコンピュータ環境を、1970年代に入って、当時の技術で実現可能な範囲で試作したもの。具体的には暫定ハードウェアとしての「Alto」と、暫定システム・ソフトウェアとしての「Smalltalk」の組み合わせがそれに当たる。製作はチャック・サッカー（Alto）、ダン・インガルス（Smalltalk）らにより行なわれた。
ダイナブックについては、「たんなる理想像に過ぎず、実装が試されたことはない」という考え方が一般的だが、暫定ダイナブックの存在や実現されたこと（主にGUIの特徴（後述）とオブジェクト指向）が後世に及ぼした多大な影響に鑑みると、こうした認識はまったくの誤りだと分かる。また同時に、パーソナル・コンピュータにおけるGUIの歴史という観点から「Alto」が取りざたされる際には、発言者や記述者が意識できているか否かにかかわらず、この「暫定ダイナブック環境」（さらに言えば、ハードウエアのAltoではなく、OSであるSmalltalkの方）を暗に指していることが多い。なお、Alto向けのGUI OSは暫定ダイナブックシステム以外にもいくつか存在し、互いにその見た目や操作性は異なっていた。たとえば、製品化されたAlto系マシンに搭載されたXerox Starのシステムは、この暫定ダイナブックシステム（Smalltalk）とは系譜から言えばまったくの別物である。
1980年代以降、主にMac OSやWindows搭載機の普及によって広く知られるようになるGUIの特徴の多く、たとえば、オーバーラップするウインドウやその振る舞い（任意の場所への移動、大きさ変更、スクロールバーを用いた隠れた内容の呼び出し、タイトル化による縮退表示）、マウスの第二ボタンクリックでポップアップするメニューによるインタラクティブな操作、カット＆ペーストなどに象徴される「範囲選択→操作」というモードレスな編集スタイル（ラリー・テスラーとティム・モットによる）、マルチフォントの扱いや絵の挿入が可能なテキストエディタ、ドット単位の編集まで可能なペイントツール等は、1977年終わりごろにはこの暫定ダイナブック環境上に実現されていた。

## iPad を含めたダイナブックの実現性について
アラン・ケイがiPhone発売時にジョブズへ伝えたアドバイス「画面を5×8インチにしなよ。そうすれば世界を支配できる」や、その見た目などからの連想で、iPadがダイナブックのビジョンに近いデバイスであると称する言説は、その登場時から根強い。当初のiPadではプログラミングができなかったため、その一点でそれらを否定するのに十分であったが、2014年からはScratchJrが、2016年からはSwift Playgroundsなどが配付されるようになり、再び散見されるようになった。アラン・ケイは「量的」と「質的」の両面から「果たしてその後、ダイナブックは実現されたか」について言及することがある（例えば）が、前者の「量的」つまり主にコンピューターとしての性能やフォームファクタの観点からは、iPadはダイナブック以上であるといえるものの、ただし、同じ観点からであれば、前出言及例にもある1992年当時にアラン・ケイが用いていたラップトップPCでも十二分にそれを満たしていたという事にも留意すべきであろう。後者の「質的」観点については前述の「（ダイナブックの要件を）完全に満たすOS（を搭載したデバイスやそれに近いサービス）はまだない」の通りである。